# Мария Конопницка
Ма̀рия Станислава Конопнѝцка, с родово име Вашило̀вска (на полски: Maria Stanisława Konopnicka) е полска поетеса и новелистка от периода на реализма, сред видните представителки на полския позитивизъм, литературна критичка, публицистка, преводачка и авторка на литература за деца и юноши.

## Биография

### Детство
Мария Конопницка е дъщеря на Юзеф Вашиловски и Схоластика Турска. През 1841 г. родителите ѝ живеят в Сувалки. Домът им се е намирал на днешната ул. „Кошчушко“ 31 (по онова време ул. „Петербургска“). През 1849 г., когато Мария е 7-годишна, семейството се премества в Калиш и заживява на партера на Дом Пухалски (на полски: pałac Puchalskich, принадлежал първоначално на полковник Юзеф Гжегож Пухалски) на днешния площад „Ян Килински“.
Майката на Мария умира през 1854 г. Баща ѝ е юрист, защитник към Генералната прокуратура и същевременно познавач и почитател на литературата. Възпитава дъщеря си в духа на християнската традиция, без женско влияние. Сериозната атмосфера, високият патриотичен дух и суровият морал в родния дом оказват голямо влияние върху Мария. В периода 1855 – 1856 г. учи заедно със сестра си при сестрите Сакраментки във Варшава и там се среща с Елиза Павловска, по-късно Елиза Ожешкова. Приятелството им, скрепено от общия интерес към литературата, продължава цял живот.
Братът на Мария Ян Вашиловски, студент по политехника в Лиеж, загива на 19 февруари 1863 г. в битката на въстаниците край Кшивосондз (Krzywosądz). Сестра ѝ Целина (родена през 1850 г. в Калиш) се омъжва за Влоджимеж Швирски, произхождащ от княжеско семейство с герб Лис, офицер от руската армия. Техен син е Йежи Швирски, адмирал, командващ полската Военноморска флота по време на Втората световна война.

### Младежки години
През септември 1862 г. в катедралата „Св. епископ Миколай“ в Калиш Мария Вашиловска се омъжва за Ярослав Конопницки с герб Ястшембец, по-възрастен от нея с 12 години. След сватбата те заживяват в Бронув, а след това в Гушин в тогавашната губерния Калиш (днес Лодзко войводство). Ярослав, като най-голям брат в семейството си, се грижи за земите, към които принадлежат и селата: Конопница, Бронувек и Бронув. Имението е голямо, но занемарено.
Семейство Мария и Ярослав Конопницки, заедно с първородния им син Тадеуш прекарва края 1863 г. и началото на 1864 г. във Виена и Дрезден. През десетте години брак Мария ражда 8 деца. Владислав и Стефан умират веднага след раждането си, Тадеуш и Зофия (1866), Станислав (1867), Ян (1868), Хелена (1869) и най-малката Лаура (1870). Конопницка не успява – както пише по-късно в едно от автобиографичните си стихотворения – да понесе ограниченията, които ѝ налага съпругът ѝ. Не иска да бъде на негова издръжка и не ѝ е присъща ролята на домакиня. Ярослав не харесва литературните интереси на съпругата си, която дебютира и започва да пише, още докато са семейство. През 1872 г. имуществото в Бронув е продадено и семейство Конопницки се пренася в Гушин. Там е създадена поемата „В планините“ (W górach), получила благосклонна рецензия от Хенрик Сенкевич, благодарение на което поетесата започва да вярва в своя талант и решава сама да поеме грижата за себе си за децата си.
През 1876 г. се разделя със съпруга си и взема решение да напусне Гушин. През 1877 г. се премества с децата си във Варшава, където живее до 1890 г. Заминаването си за Варшава увековечава в стихотворението „Преди отлитането“ (Przed odlotem). Въпреки че се разделя със съпруга си, не престава да поддържа връзка с него – изпраща му пари за да плати пътуването му до Краков по повод нейния творчески юбилей. Съпругът ѝ по-късно банкрутира, умира най-вероятно през 1902 г.
След преместването си в столицата поетесата започва работа като дава частни уроци. През 1878 г. внезапно умира баща ѝ. През същата година тя започва да участва и в конспиративна и явна обществена дейност. През1882 г. пътува из Австрия и Италия, а през 1884 г. посещава Чехия, където се запознава с Я. Връхлицки, с когото започва кореспонденция.
Дели децата си на „зла“ и „добра“ тройка, а в един момент решава да се освободи от зависимостта си към тях. Когато и най-малката ѝ дъщеря тръгва на училище, Конопницка напуска столицата; от този момент посещава децата си, подпомага ги финансово и си кореспондира с тях, но времето, което посвещава на собственото си развитие, прекарва във Венеция, Закопане, Мюнхен или Краков.
Людвик Кшивицки нарича Конопницка от онзи период „силно влюбчива жена“, а името ѝ се свързва много мъже, между които и с по-младия от нея със 17 години журналист Ян Гадомски, не разполагаме обаче с никакви факти, които да сочат, че е хранила по-топли чувства към когото и да било от тях. Един от обожателите ѝ, философът и историк Максимилиан Гумплович преживява особено тежко това, че е бил отхвърлен и се застрелва през 1897 г. в Грац, пред хотела, в който живее Конопницка.
По случай 25-ата годишнина от писателската си дейност (1903) Конопницка получава в дар имението в Жарновец, близо до Кросно.

Предполага се, че първата среща между Мария Конопницка и Мария Дулебянка се е състояла най-късно през 1886 г.; през 1889 г. в писмо на Конопницка за пръв път се споменава за Дулебянка. На 8 септември 1903 г. Дулебянка се нанася заедно с Конопницка в имението в Жарновец. Двете заедно пътуват до Австрия, Франция, германия, Италия и Швейцария, където климатът е благоприятен за здравето на Конопницка.

### Литературен живот
Мария Конопницка дебютира (с псевдоним Марко) през 1870 г. в списание „Калишанин“ (Kaliszanin) със стихотворението „В зимната утрин“ (W zimowy poranek); което се много добре прието. Посвещава на Калиш три поетически творби: двете са озаглавени „На Калиш“ (Kaliszowi) (1888, 1907), третата е „На моя град“ (Memu miastu) (1897).
Година по-късно в „Тигодник илюстровани“ („Tygodnik Ilustrowany“) е публикуван цикълът „В планините“. Поетичното ѝ творчество, изпълнено с патриотизъм и откровен лиризъм, стилизирано като „със свойска нотка“, много бързо придобива признание. Първият си том с поезия издава през 1881 г., а следващите излизат съответно през 1883, 1887, 1896.
В периода 1884 – 1886 г. е редактор на списанието за жени „Швит“; като опитите ѝ да радикализира програмата на списанието, срещат твърд отпор от страна на консервативно настроените сътрудници и на цензурата. Сътрудничи и на списание „Блюшч“.
Започва да пише новели от началото на осемдесетте години на XIX век. Първите ѝ стъпки в тази област са базирани на опита ѝ като журналистка и редактор на списание „Швит“. Първоначално се вдъхновява от опита на Прус и Ожешкова, а по-късно развива собствените си идеи в областта на малките форми. Новелата ѝ „Дим“ (Dym) е публикувана през 1893 г.
Мария Конопницка се занимава и с литературна критика. Първоначално от 1881 г. публикува в „Швит“, „Клоси“, „Газета полска“, „Куриер варшавски“, а след това и в други списания. До 1890 г. преобладават статии и рецензии за съвременни полски и чуждестранни автори.
Конопницка е известна и с прозата си, писана за деца. Произведенията за деца, които започва да публикува от 1884 г., изключват досадния дидактизъм, развиват чувствителността и въображението на читатели и са новост в тази област на литературата.
Вече като известна писателка Конопницка се връща към спомените от детството си в Сувалки и им посвещава 2 творби: „От гробищата“ (Z cmentarzy) и „Ануша“ (Anusia). Около 1890 г. в поезията на Конопницка се появяват нови тематични интереси, свързани с произведения на европейската култура и с нови начини за създаване на препратки към традицията.
В произведенията на Конопницка се съдържа протест срещу обществената несправедливост и системата, белязана от потисничество и жестокост. Творбите ѝ се характеризират с патриотизъм, лиризъм и сантименталност.
Конопницка си сътрудничи с много издателства, с пресата, с обществени организации. Участва в международния протест срещу преследването на полски деца, организиран във Вжешня (1901 – 1902). Взема участие в борбата за права на жените, в акциите, осъждащи репресиите на пруската власт, както и в дейността на организациите в полза на политическите и криминални затворници.
Духовенството и клирикалните среди я критикуват заради творчеството ѝ. Епископ Карол Неджялковски дори я нарича езичница. Като доказателство за богохулството на поетесата използва следния стих:

Но черният кръст
Стои неподвижен и тъмен на масата
Като безмълвен за сълзите олтар
Lecz krzyż czarny
Stał nieruchomy i ciemny na stole
Jak milczące wobec łez ołtarze.
Редакцията на консервативния седмичник „Рола“ (Rola) също атакува Мария Конопницка, като обаче по този начин несъзнателно способства за нарастване на популярността на авторката, която бива приемана все по-тържествено и радушно и в Краков и в Лвов.
По време на немската окупация цялото творчество на Конопницка попада в списъка на проскрибираните произведения като вредна, нежелана и предназначена за унищожаване.

### Смърт
Мария Конопницка умира от пневмония на 8 октомври 1910 г. в санаториум „Кишелки“ в Лвов. Погребана е на 11 октомври 1910 г. в Личаковското гробище в Лвов, в Пантеона на великите лвовчани. Погребението, организирано от Мария Дулебянка, се превръща в патриотично шествие, в което участват близо 50 000 души. Поради забрана, наложена от архиепископ Юзеф Билчевски, погребалната церемония се провежда без участие на духовни лица и без планираната реч на епископ Владислав Бандурски. Бюстът на надгробния паметник е изработен от Луна Дрекслер, а на надгробната плоча е изсечен фрагмент от стихотворение на Конопницка.
Бюст-паметникът е унищожен по време на Втората световна война и изработен отново в следвоенните години от украинския скулптор Влодимир Сколоздра.

### Възгледи
Въпреки че вярва в Бог и многократно се позовава на волята му, Конопницка е противник на Католическата църква като институция и се дразни от показната религиозност.

## Оценки
Адам Гжимала-Шедлецки я определя като „гений на комуникативността“. Стефан Жеромски я описва като пророк на своето поколение.
В началото на творческия си път става обект на множество спорове и на упреци от страна на католическото духовенство. „От миналото“ (Z przeszłości) (1881 г.) е оценено в „Пшегльонд Католицки“ по следния начин: „Мисълта ѝ е безбожна и богохулна. Опирайки се върху няколко преиначени и несигурни факта, в своите рими тя още веднъж хвърля в лицето на Църквата злощастната обида, която враговете ѝ неведнъж вече са хвърляли. Нова в тази обида е не самата мисъл, нова е само яростта“.
Според Кшиштоф Томашик, Мария Конопницка е една от най-известните и едновременно с това най-осмиваните полски писателки, а творчеството и се е превърнало в синоним на националната графомания. Като доказателство за думите си той посочва: дискусията, започната от Кинга Дунин в текста ѝ „Полска литература или литературата в Полша“ (Literatura polska czy literatura w Polsce?), в която Конопницка е посочена като пример за лошо писане, което продължава да тормози децата в училище; твърдението на Гражина Борковска, която в сборника „Полски писателки“ определя Конопницка като: „Днес минава за второстепенна писателка“.

## Творчество
Мария Конопницка е авторка на сборници с новели и стихотворения, творби за деца и поеми. Превежда автори, като Герхарт Хауптман, Хайнрих Хайне, Паул фон Хайзе, Ярослав Връхлицки, Едмондо де Амичис, Габриеле д'Анунцио и Едмон Ростан.

### Сборници с новели
- „Cztery nowele“ (1888)
- „Moi znajomi“ (1890)
- „Na drodze“ (1893)
- „Nowele“ (1897)
- „Ludzie i rzeczy“ (1898)
- „Na normandzkim brzegu“ (1904)

### За деца
- „Śpiewnik dla dzieci“
- „O Janku Wędrowniczku“ (1893)
- „O krasnoludkach i sierotce Marysi“ (1896)
- „Na jagody“ (1903)
- „Szkolne przygody Pimpusia Sadełko“ (1905)
- „Co słonko widziało“
- „Stefek Burczymucha“
- „Dym“
- „Nasza szkapa“

### Стихосбирки
- „Poezje“, четири серии, (1881, 1883, 1886, 1896)
- „Z mojej Biblii“ (1896)
- „Linie i dźwięki“ (1987)
- „Damnata“ (1900)
- „Italia“ (1901)
- „Drobiazgi z podróżnej teki“ (1903)
- „Śpiewnik historyczny 1767 – 1863“ (1904)
- „Ludziom i chwilom“ (1905)
- „Nowe pieśni“ (1905)
- „Głosy ciszy“ (1906)

### Стихотворения (подбор)
- „Zimowy poranek“ (1870)
- „Kaliszowi“ (1888 i 1907)
- „Memu miastu“ (1897)
- „Rota“ (1908)
- „Wolny najmita“
- „W poranek“
- „Tęsknota“
- „Noc“
- „Kubek“
- „Jaś nie doczekał“
- „Pieśń o domu“

### Поеми
- „Przez głębinę“ (1907)
- „Pan Balcer w Brazylii“ (1910)
- „Imagina“ (1913)

### Преводи (подбор)
- Gerhard Hauptmann, „Hanusia“
- Heinrich Heine, „Atta Troll. Sen nocy letniej 1841 – 1842“
- Paul Heyse, „Dziecię wieszczek“
- Jaroslav Vrchlický, „Spartakus“
- Edmondo De Amicis, „Serce“
- Gabriele D'Annunzio, „Córka Joria. Tragedia pasterska“
- Edmond Rostand, „Cyrano de Bergerac“ (съвместен превод с Влоджимеж Загурски)

### Издания на български език
- „Прометей и Сизиф“, Варна, Печатница на К. Николовъ. 1898, 47 с. (в превод на Георги Бакалов)
- „На Нормандския бряг. Разкази“, С., Изд. „Хемусъ“.
- „Сълзи и песни: Поезия и проза“, С., Изд. „Народна младеж“. 1961, 148 с. (съставител Куйо Куев)
- „Джуджетата и Мариша. Приказна повест за деца“, С., Изд. „Народна младеж“. 1985, 218 с. (в превод на Райна Цветкова)
- „Криста (сборник с разкази)“, С., Изд. „Народна култура“. 1988, 295 с. (в превод на Райна Цветкова и предговор на Калина Бахнева)